# Мур, Грейс
Грейс Мур (англ. Grace Moore, 5 декабря 1898 — 26 января 1947) — американская оперная певица сопрано и актриса.

## Биография
Мэри Уилли Грейс Мур родилась 5 декабря 1898 года в небольшом городке Дель-Рио в штате Теннесси в семье Ричарда Лоусона Мура и Джейн Мур. Когда Грейс была ещё ребёнком её семья переехала в город Джеллико в том же штате, где она окончила среднюю школу, а затем поступила в колледж в Нэшвилле. После его окончания Мур перебралась в начале в Вашингтон, а затем в Нью-Йорк где началась её музыкальная карьера.
Её бродвейский дебют состоялся в 1920 году в мюзикле Джерома Керна «Хитчи-Ку», с Раймондом Хичкоком в главной роли. В 1922 и 1923 году Грейс появилась в двух сериях музыкального ревю Ирвинга Берлина в театре Мьюзик-Бокс.
7 февраля 1928 года состоялся оперный дебют Грейс в Метрополитен-опера в роли Мимми в «Богеме» Джакомо Пуччини. С этой же ролью в сентябре того же года она появилась в парижском Опера-Комик, а в 1935 — в лондонском Ковент-Гардене. В течение шестнадцати сезонов работы в Метрополитен-опера она пела в нескольких итальянских и французских операх, а также исполняла главные роли в таких операх как «Тоска», «Манон» и «Луиза». Роль в «Луизе» была для Мур самой любимой и именно она считается самой значимой в её музыкальной карьере.

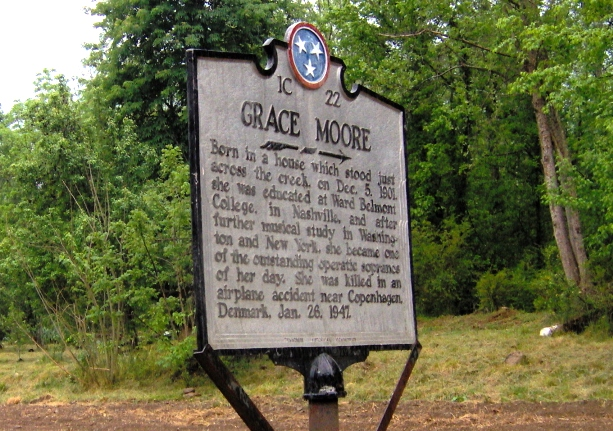
Памятная табличка в Дель-Рио — родном городке Грейс Мур

В 1930 году Грейс дебютировала в кино, исполнив роль шведской оперной певицы Дженни Линд в фильме «Дамские морали». В том же году она появилась вместе с оперным певцом Лоуренсом Тиббеттом в экранизации оперетты «Новолуние». В 1934 году Мур подписала контракт со студией «Columbia Pictures», на которой снялась в шести фильмах. В 1935 году за роль в фильме «Одна ночь любви» она была номинирована на «Оскар» за лучшую женскую роль. Её последняя кинороль была в 1939 году в урезанной экранизации оперы Гюстава Шарпантье «Луиза».
В июне 1931 года Грейс вышла замуж за испанского киноактёра Валентина Парера. В 1932 году Мур появилась на Бродвее в недолговечной оперетте Карла Миллёкера «Дюбарри».
В 1935 году Грейс удостоилась золотой медали Сообщества искусств и наук за значительные достижения в развлекательном кино. В 1936 году король Дании вручил ей национальную медаль «Ingenito et Arti», а в 1939 году она стала кавалером Ордена Почётного легиона.
В годы Второй мировой войны Грейс принимала участие в программе «USO», развлекая американские войска за границей.

Грейс Мур погибла в авиакатастрофе 26 января 1947 года в аэропорту Копенгагена «Каструп» в возрасте 48 лет. Среди других жертв — наследник шведского престола принц Густав Адольф.
В 1953 году американская актриса Кэтрин Грэйсон исполнила роль Грейс Мур в фильме «Эта — любовь», снятом на основе её биографии. За свой вклад в кино Грейс удостоена звезды на Голливудской аллее славы.